# Kłecko (gemeente)
De gemeente Kłecko is een stad- en landgemeente in het Poolse woiwodschap Groot-Polen, in powiat Gnieźnieński.
De zetel van de gemeente is in Kłecko.
Op 30 juni 2004 telde de gemeente 7615 inwoners.

## Oppervlakte gegevens
In 2002 bedroeg de totale oppervlakte van gemeente Kłecko 131,7 km², waarvan:
- agrarisch gebied: 86%
- bossen: 5%

De gemeente beslaat 10,5% van de totale oppervlakte van de powiat.

## Demografie
Stand op 30 juni 2004:
| Omschrijving                   | Totaal | Totaal | Vrouwen | Vrouwen | Mannen | Mannen |
| ------------------------------ | ------ | ------ | ------- | ------- | ------ | ------ |
| eenheid                        | aantal | %      | aantal  | %       | aantal | %      |
| inwoners                       | 7615   | 100    | 3841    | 50,4    | 3774   | 49,6   |
| bevolkingsdichtheid (inw./km²) | 57,8   | 57,8   | 29,2    | 29,2    | 28,7   | 28,7   |

In 2002 bedroeg het gemiddelde inkomen per inwoner 1390,9 zł.

## Administratieve plaatsen (sołectwo)
Bielawy, Biskupice, Bojanice, Brzozogaj, Charbowo, Czechy, Dębnica, Działyń, Dziećmiarki, Gorzuchowo, Kamieniec, Komorowo, Michalcza, Polska Wieś, Pomarzany, Sulin, Świniary, Ułanowo, Waliszewo, Wilkowyja, Zakrzewo.
Zonder de status sołectwo : Kopydłowo, Pruchnowo.

## Aangrenzende gemeenten
Gniezno, Kiszkowo, Łubowo, Mieleszyn, Mieścisko, Skoki